# AIFV
AIFV (Armored Infantry Fighting Vehicle) je pásové bojové vozidlo pěchoty vyvinuté americkou společností FMC Corporation. Vzniklo v polovině šedesátých let jako hloubková modernizace amerických pásových transportérů M113A1. Přestože ho americká armáda nezakoupila, výrobce vozidlo úspěšně exportoval. Celkem bylo vyrobeno okolo 4800 vozidel tohoto typu. Dělí se do mnoha verzí (obrněné transportéry, velitelská vozidla, protitanková vozidla, vyprošťovací vozidla aj.). Mezi jejich hlavní uživatele patří Nizozemsko, Belgie a Turecko. Množství vozidel získaly i další státy, zejména z belgických a nizozemských přebytků.

## Vývoj
V polovině šedesátých let americká armáda hledala náhradu za obrněné transportéry M113. V programu MICV-65 americká společnost FMC Corporation nabídka hloubkovou modernizaci transportéru M113A1, která měla napravovat nedostatky zjištěné jeho provozem. Vyrobeny byly dva prototypy XM765. Mezi hlavní změny patřila instalace plně uzavřené věžičky (vyzbrojené kulometem či kanónem). Americkou armádu vozilo příliš nezaujalo a jako náhradu M113 si vybrala typ M2 Bradley. Společnost FMC Corp. ve vývoji pokračovala, neboť ve vozidle označeném AIFV viděla exportní potenciál. Dokončila jej v polovině sedmdesátých let.
První úspěchu vozidlo AIFV dosáhlo v Nizozemsku, které M2 Bradley považovalo za příliš složitý a nákladný. Proto raději objednalo 2079 vozidel AIFV různých verzí. Jejich dodávky začaly roku 1975. Nizozemské označení vozidla je YPR-765. Část nizozemských vozidel byla později prodána do dalších zemí.
V roce 1979 AIFV objednala i Belgie. Celkem 514 vozidel rodiny AIFV-B bylo postaveno v licenci. Jejich dodávky začaly roku 1982. Ve službě transportér později nahradila kolová vozidla MOWAG Piranha III. Část belgických vozidel byla později prodána do dalších zemí.
Dalším významným uživatelem AIFV je Turecko. Od roku 1989 pro něj bylo vyrobeno 1698 vozidel několika verzí. Část byla vyrobena v Belgii a část přímo v Turecku. Turecká společnost FNSS pokračovala ve vývoji AIFV v podobě obrněných vozidel ACV-15 a ACV-300.

## Služba

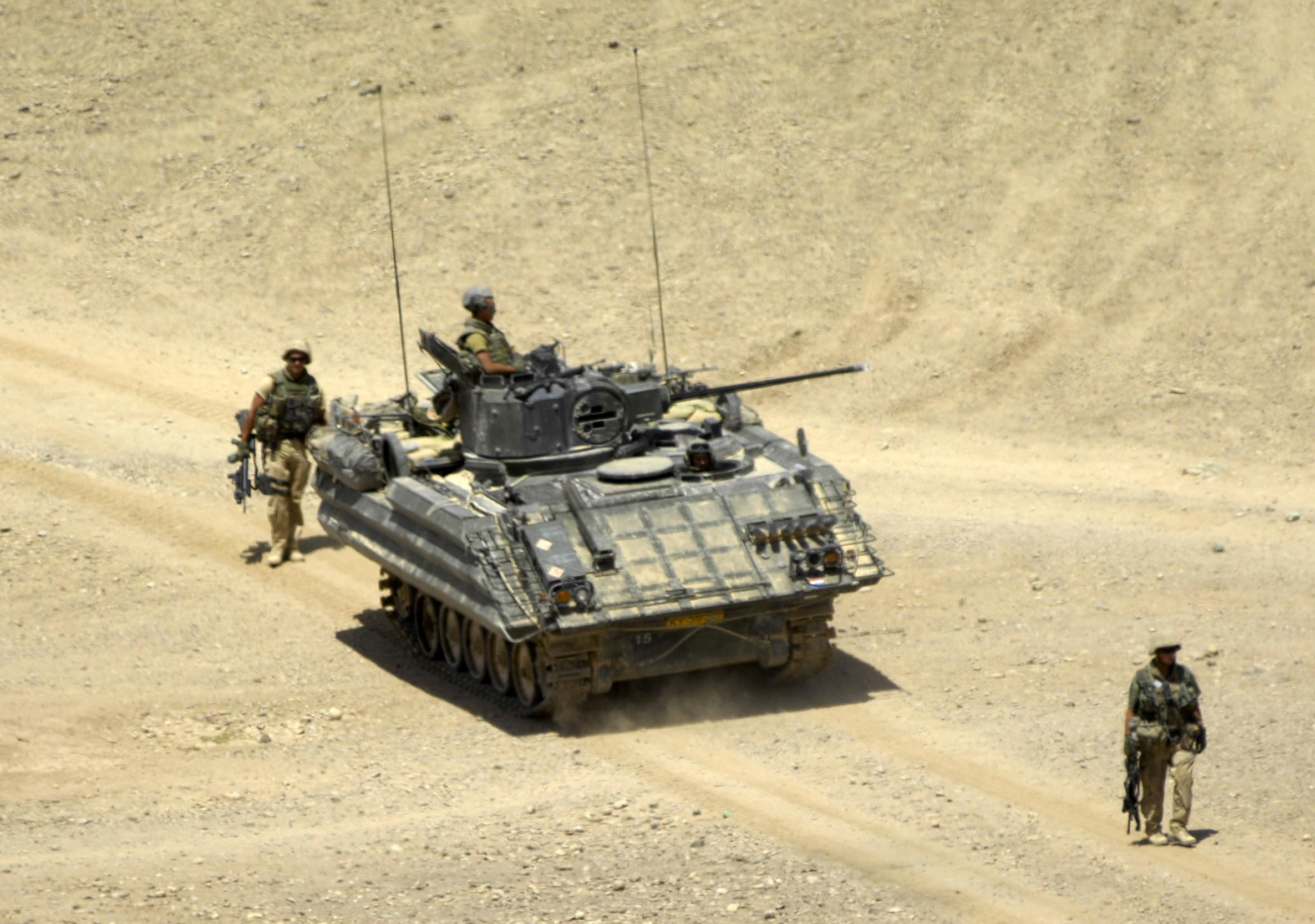
Nizozemské vozidlo YPR-25 PRI během nasazení v Afghánistánu

Nizozemská armáda své YPR-765 nasadila ve válce v Afghánistánu. Vozidla byla během služby modernizována, aby lépe odolávala útokům pomocí RPG a nástražným výbušným systémům.

## Verze
- Nizozemsko:[1]

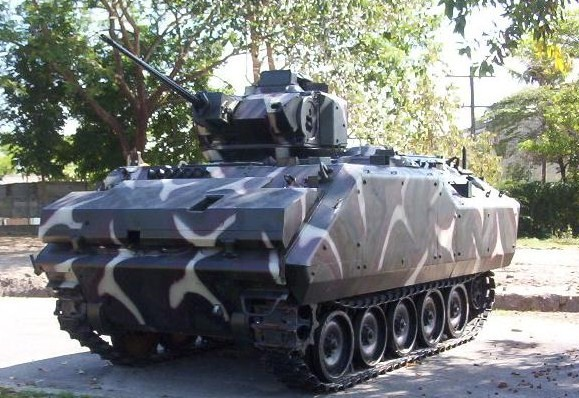
Filipínské vozidlo AIFV-25

  - YPR-765 PRI – Obrněný transportér vyzbrojený 25mm kanónem a spřaženým 7,62mm kulometem. Přepravoval tři členy posádky a sedm vojáků.
  - YPR-765 PRI.50 – Obrněný transportér. Místo věže instalován pouze jeden 12,7mm kulomet. Posádka 3+7.
  - YPR-765 PRCO – Rodina velitelských vozidel a průzkumných vozidel.
  - YPR-765 PRRDR – Vozidlo vybavené průzkumným radarem. Vyzbrojeno 12,7mm kulometem. Posádka 4+2.
  - YPR-765 PRGWT – Obrněná ambulance.
  - YPR-765 PRMR – Obrněné vozidlo vyzbrojené 120mm minometem.
  - YPR-806 PRBRG – Vyprošťovací vozidlo.

- Belgie:[1]
  - AIFV-B-C25 – Obrněný transportér vyzbrojený 25mm kanónem.
  - AIFV-B-MILAN – Nosič protitankových řízených střel MILAN.
  - AIFV-B-.50 – Obrněný transportér vyzbrojený 12,7mm kulometem.
  - AIFV-B-TRG – Cvičné vozidlo.
  - AIFV-B-CP – Velitelské vozidlo.

## Uživatelé

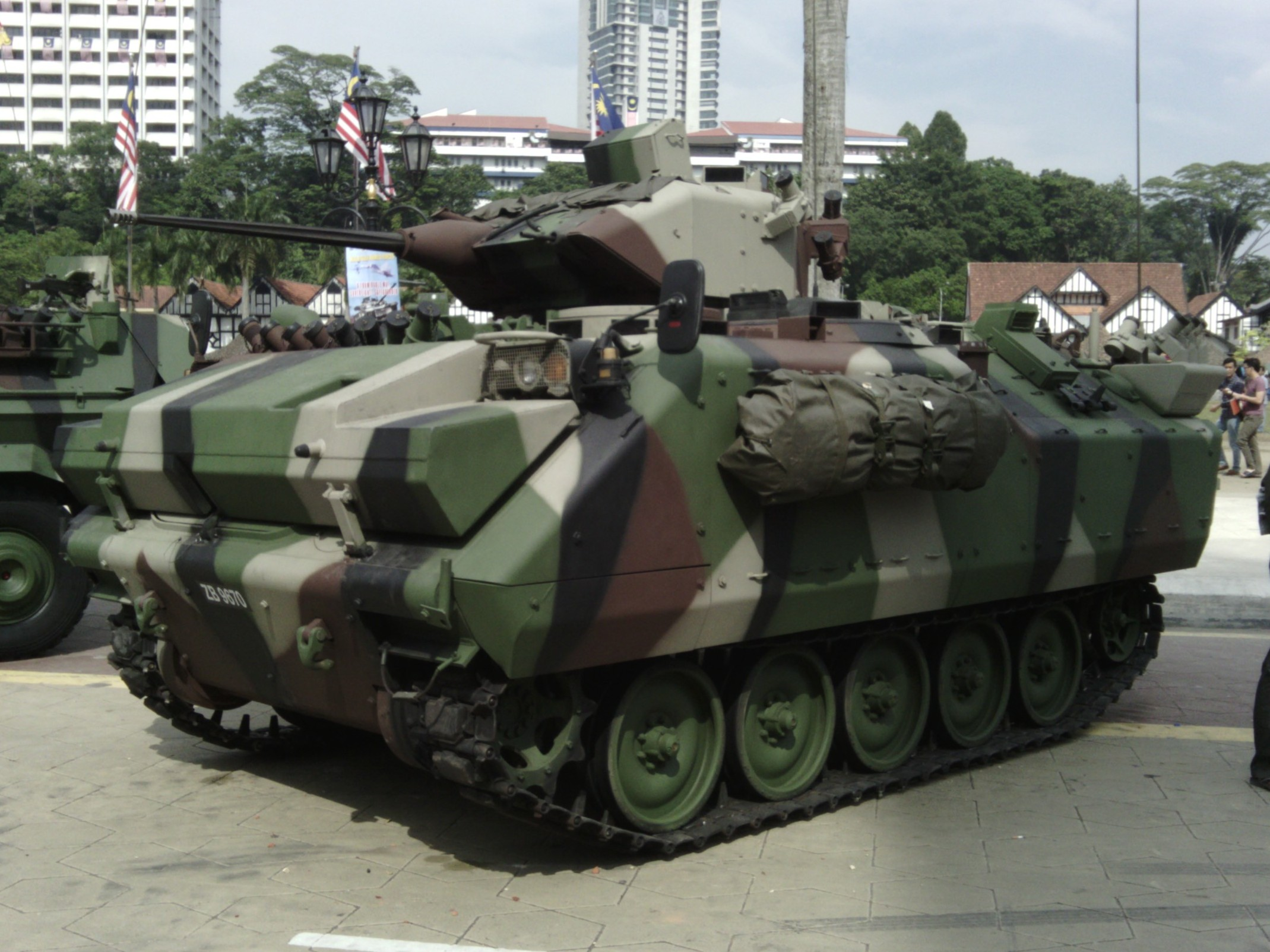
Malajské vozidlo turecké verze ACV-15

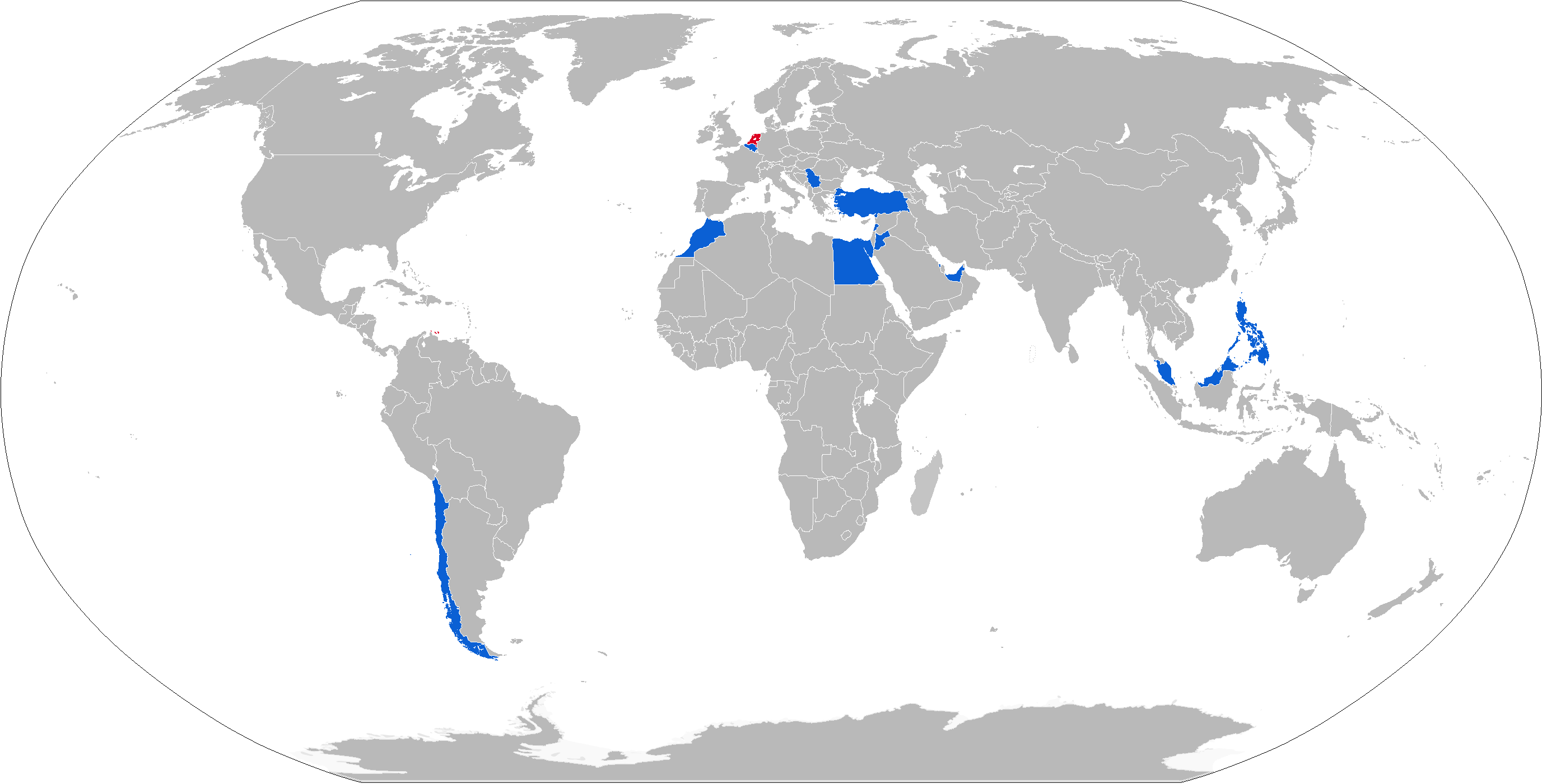
Mapa uživatelů vozidel AIFV a jejich derivátů

- Bahrajn – Vozidla vyřazená Belgií a Nizozemskem.[1]
- Belgie – Zařazeno 1982. Celkem 514 vozidel.[1]
- Chile – Vozidla vyřazená Belgií a Nizozemskem.[1]
- Egypt – Vozidla vyřazená Belgií a Nizozemskem.[1]
- Filipíny – Objednáno 45 vozidel.[1]
- Jordánsko – Vozidla vyřazená Belgií/Nizozemskem.[1]
- Libanon – Vozidla vyřazená Belgií.[1]
- Malajsie – Vozidla vyřazená Belgií.[1]
- Maroko – Vozidla vyřazená Belgií.[1]
- Nizozemsko – Zařazeno 1975. Celkem 2079 vozidel.[1]
- Spojené arabské emiráty – Vozidla dodána Tureckem.[1]
- Srbsko – Provozováno jedno vozidlo ukořistěné za války v Jugoslávii jednotkám OSN.[1]
- Turecko – Zařazeno 1989. Celkem 1698 vozidel.[1]
- Ukrajina – Vozidla darovaná v době ruského útoku na jaře 2022 Nizozemskem.[2]